# Nguyễn Thị Quang Thái
Nguyễn Thị Quang Thái (1915-1944) là một nhà hoạt động cách mạng Việt Nam, là một trong những thành viên thời đầu và hoạt động xuất sắc trong phong trào Truyền bá Quốc ngữ thập niên 1930. Bà cũng là em ruột nhà cách mạng Nguyễn Thị Minh Khai và là vợ đầu của đại tướng Võ Nguyên Giáp.

## Thân thế
Bà sinh năm 1915 tại Vinh, Nghệ An. Cha bà là Nguyễn Huy Bình quê ở làng Mọc (phường Nhân Chính, quận Thanh Xuân), Hà Nội, làm công chức hỏa xa ở TP Vinh, thường gọi là Hàn Bình. Thân mẫu là Đậu Thị Thư, quê Đức Tùng, Đức Thọ, Hà Tĩnh, một người buôn bán nhỏ. Ông bà Bình có với nhau 3 gái, 5 trai. Bà Thái nhỏ hơn chị cả Nguyễn Thị Minh Khai 5 tuổi (bà Nguyễn Thị Minh Khai sinh năm 1910).
Trước năm 1940, gia đình ông bà Bình sống tại 132 phố Maréchal Foch (nay là phố Quang Trung), thành phố Vinh, tỉnh Nghệ An.

## Bắt đầu hoạt động cách mạng.
Chịu ảnh hưởng của chị cả Minh Khai, một trong những sáng lập viên của Tân Việt Cách mạng Đảng, bà sớm tham gia đảng Tân Việt và hoạt động trong Học sinh Đoàn. Năm 1929, bà cùng một người bạn tên là Hồ Cầm vào Huế để thi vào trường Đồng Khánh. Trên chuyến tàu hỏa từ Vinh vào Huế, bà lần đầu tiên gặp gỡ với một thanh niên trẻ có tên là Võ Nguyên Giáp, cùng hoạt động chung với chị Minh Khai trong đảng Tân Việt.
Suốt thời gian ở Huế, hai người cùng hoạt động trong đảng Tân Việt, nhiều lần gặp nhau và nảy sinh tình cảm. Hoạt động trong phong trào học sinh yêu nước trường Đồng Khánh, bà bị chính quyền thực dân Pháp bắt cuối năm 1930 về tội tham gia lãnh đạo phong trào nữ sinh, kêu gọi Đồng chí ủng hộ Xô viết Nghệ Tĩnh, và bị kết án 3 năm tù giam tại nhà lao Thừa Phủ. Dù chỉ mới 16 tuổi, nhưng bà nổi tiếng với một câu nói mà nhiều bạn tù nhắc lại:Personne ne te dénonce, ne dénonces personne! (Không ai khai bạn; bạn không khai ai!).
Cuối năm 1931, ông Giáp cũng bị bắt và bị giam tại nhà lao Thừa phủ. Mặc dù không có điều kiện gặp nhau, nhưng ông bà vẫn thông tin qua lại với nhau nhờ những người bạn tù. Cuối năm 1934, ông bà đều được trả tự do nhưng bị trục xuất khỏi Huế. Ngày 28 tháng 9 năm 1935, ông bà kết hôn tại Vinh, sau đó trở ra Hà Nội, ngụ tại một ngôi nhà ở phố Đường Thành, sau chuyển sang phố Nam Ngư. Bấy giờ bà được phân công vào công tác phụ vận của Xứ ủy Bắc Kỳ, phụ trách phong trào nữ trí thức và công thương, vừa đảm nhiệm công tác thông tin liên lạc viên cho Trung ương Đảng Cộng sản Đông Dương, thường xuyên liên lạc với các yếu nhân của Đảng Cộng sản Đông Dương như Nguyễn Văn Cừ, Hoàng Văn Thụ, Trường Chinh, Lê Duẩn. Mặc dù thi đỗ xuất sắc vào Trường Y sĩ Hà Nội, tuy nhiên do những hoạt động tích cực trong phong trào học sinh, sinh viên, bà sớm bị chính quyền thực dân phát hiện và đuổi học.
Năm 1938, bà tích cực hoạt động trong phong trào Truyền bá Quốc ngữ, tham gia Ban huấn luyện, trực tiếp tổ chức trường lớp giới thiệu cách dạy mới của học giả Hoàng Xuân Hãn....
Cuối năm 1939, bà sinh người con gái đầu và duy nhất của ông bà, lấy tên là Võ Hồng Anh.

## Cuộc chia ly vĩnh viễn.
Ngay sau khi sinh con chưa được đầy năm thì ông Giáp sang Trung Quốc hoạt động. Bà sau đó cũng rút vào hoạt động bí mật. Vì vậy, bà đưa con về nhà bố mẹ chồng ở Quảng Bình để tiện ở lại Hà Nội hoạt động cách mạng.
Năm 1941, chính quyền thực dân Pháp mở phiên tòa án binh xử bà Minh Khai ở Sài Gòn. Bà thuê thầy kiện, đưa cha ra dự phiên tòa. Tại phiên tòa, bà nhanh tay giấu được mảnh giấy mà bà Minh Khai ném cho ông Lê Duẩn bị rơi ngay trước mặt lính áp giải, nhờ đó ông Lê Duẩn thoát khỏi bị kết án liên can đến bà Minh Khai.
Sau khi bà Minh Khai bị xử tử, cha bà vì quá đau buồn nên cũng qua đời sau đó không lâu. Bà trở về nhà ở Vinh vừa tạm lánh vừa có điều kiện chăm sóc mẹ già. Tuy nhiên, ngày 1 tháng 6 năm 1942, do một kẻ phản động tên Duy chỉ điểm, chính quyền thực dân Pháp bất ngờ khám xét bắt giam bà và ông Nguyễn Duy Trinh, bấy giờ đang ngụ ở nhà bà. Bà bị chính quyền thực dân Pháp bắt giam, bị kết án 12 năm tù và bị đày đi nhà tù Hỏa Lò. Người bào chữa cho bà tại phiên tòa này là Luật sư Phan Anh, người về sau là vị Bộ trưởng Quốc phòng tiền nhiệm của chồng bà (Võ Nguyên Giáp) và là cha chồng tương lai của con gái bà là Tiến sĩ Võ Hồng Anh.
Trong thời gian bị giam cầm, bà vẫn thường xuyên bị tra tấn nhưng vẫn không tiết lộ thông tin để bảo vệ tổ chức, nhất là quan hệ liên lạc với ông Hoàng Văn Thụ. Bên cạnh đó, bà thường tổ chức các lớp dạy văn hóa cho các nữ tù nhân. Cuối năm 1943, do điều kiện sống khắc nghiệt, tại nhà lao Hỏa Lò xảy ra dịch sốt chấy rận (typhus). Với kiến thức y khoa có được trong thời gian ngắn học tại Trường Bà đỡ Hà Nội, bà hết lòng chăm sóc các bệnh nhân, vì vậy đã kiệt sức và nhiễm bệnh thương hàn. Các đồng chí của bà trong nhà lao Hỏa Lò đã đấu tranh đòi đưa bà đến nhà thương Robin (còn gọi là "Nhà thương làm phúc", nay là Bệnh viện Bạch Mai). Linh cảm thấy mình khó qua khỏi, bà nhắn mẹ chồng đưa con ra Hà Nội để được gặp mặt. Tuy nhiên, lần gặp mặt cuối cùng đã không thành. Bà qua đời ngày 29 tháng 1 năm 1944 tại nhà thương Robin.
Sau khi qua đời, một người bạn hoạt động trong phong trào Truyền bá Quốc ngữ là giáo sư Đặng Thai Mai đã nhờ bà Nguyễn Khoa Bội Lan tổ chức lễ tang cho bà. Di hài của bà ban đầu được an táng tại một nghĩa trang nhỏ gần làng Tương Mai (Hà Nội), sau này được cải táng về Nghĩa trang Mai Dịch..